# Кулугурское кладбище (Саратов)
Кулугурское кладбище (Саратовское Старообрядческое кладбище) находится во Фрунзенском районе Саратова и действует до сих пор. Оно появилось в середине 18 века, когда в городе поселились старообрядцы. На территории некрополя возвышается Поморская церковь — в ней проводятся отпевания усопших. Первоначально она была построена как часовня в 1841 году, а позже, в период СССР, ее переделали в православных храм, который действует и по сей день.
На данный момент на кладбище нельзя проводить захоронения умерших в гробу. Погребения проводятся в родственные и семейные могилы как родовые подзахоронения.
Неподалеку находится еврейское кладбище. Рядом со Старообрядческим располагается автовокзал.

## Известные захоронения
- Т. А. Худошин — начётчик, лидер поморцев, проповедник, миссионер, член Поморской общины, мещанин.
- Юрий Петрович Киселёв (1914—1996) — советский и российский театральный режиссёр, актёр, театральный педагог. Народный артист СССР (1974). Лауреат Сталинской премии третьей степени (1952) и Государственной премии РСФСР имени К. С. Станиславского (1968).